# 29 janvier dans les chemins de fer
29 décembre 29 février
Chronologies thématiques
- Croisades
- Sports
- Disney

Cette page concerne les événements qui se sont déroulés un 29 janvier dans les chemins de fer.

## Événements

### XIXesiècle
- 1894 : en France : ouverture de la ligne, voie ferrée d'intérêt local à  écartement métrique, de Douarnenez à Audierne par les Chemins de fer départementaux du Finistère[1].

### XXesiècle
- 1932 : en France un déclassement officiel[2], par le Conseil d'État, de la ligne du Tramway de Saint-Romain-de-Colbosc.
- 1940 : au Japon, à Osaka, un autorail de la ligne Nishinari déraille au passage d'un aiguillage au niveau de la gare d'Ajikawaguchi. L'incendie qui s'ensuit fait 189 morts.

- 1996 : en Belgique et en France, mise en circulation des premières rames Thalys entre Paris et Bruxelles (temps de parcours : 2 h 14).

### XXIesiècle
- 2000 : en Italie : inauguration de la gare de Rome-Termini après d'importants travaux de modernisation effectuée par Grandi Stazioni, filiale des Ferrovie dello Stato.
- 2011 : en Allemagne, dix personnes sont tuées et une quarantaine sont blessées dans une collision entre un train de marchandises et un train de voyageurs à Hordorf, près d'Oschersleben (Bode).